# ماريانو غونزالفو
ماريانو غونزالفو (بالإسبانية: Mariano Gonzalvo) (مواليد 22 مارس 1922) هو لاعب كرة قدم. يلعب مع منتخب إسبانيا لكرة القدم. سبق له أن لعب في كأس العالم لكرة القدم مع منتخب بلاده.

## روابط خارجية
- ماريانو غونزالفو على موقع الاتحاد الدولي (مؤرشف)  (الإنجليزية)
- ماريانو غونزالفو على موقع قاعدة بيانات كرة القدم.إي يو (الإنجليزية)
- ماريانو غونزالفو على موقع ناشيونال فوتبول تيمز (الإنجليزية)
- ماريانو غونزالفو على موقع عالم كرة القدم.نت (الإنجليزية)